# Egretta rufescens
Egretta rufescens sau egreta roșcată este un stârc de mărime medie care se reproduce în America Centrală, Bahamas, Caraibe, Coasta Golfului din Statele Unite⁠(d) (în special Texas) și Mexic. Egreta este cunoscută pentru comportamentul său neobișnuit de căutare a hranei în comparație cu alți stârci, precum și pentru asocierea sa cu zonele cu nămol, habitatul său preferat.